# Infogreffe
 (13 août 2017).
Infogreffe est un groupement d'intérêt économique (GIE), éditant depuis 1986 le service de diffusion de l'information légale et officielle sur les entreprises, notamment le Registre du commerce et des sociétés (RCS), à travers plusieurs canaux commerciaux, notamment un site web et des services commerciaux associés.
Ce GIE exploite une délégation de service public organisée par l'article R741-5 du Code de commerce,.

## Infogreffe.fr
Infogreffe.fr est le principal site web du GIE Infogreffe. Il permet de trouver les informations sur les sociétés et les commerçants inscrits au registre du commerce et des sociétés (qui sont également consultables au greffe du tribunal de commerce et par courrier). Infogreffe regroupe les 135 greffes des tribunaux de commerce de France, soit près de 2 000 collaborateurs. Le site emploie une trentaine de personnes (informaticiens et personnel technique). Il existe depuis 2001 sur Internet mais ce n'est qu'en 2009 qu'il a récupéré le monopole de la délégation de service public, au détriment de l'Institut national de la propriété industrielle (INPI).
Avant la mise en place du site infogreffe.fr, les données étaient accessibles par Minitel via 3615 Infogreffe à partir de 1986.
Le chiffre d'affaires d'Infogreffe est reversé intégralement aux 224 greffiers des tribunaux de commerce, le fonctionnement du dispositif, les développements et les frais d'exploitation informatiques, ainsi que le travail de contrôle, d'enregistrement et de dépôt des actes étant payés par les déposants. En 2011, ce chiffre d'affaires était de soixante millions d'euros[réf. nécessaire]. Cumulé à leurs autres rémunérations[réf. nécessaire], ce reversement procurait en moyenne 29 000 euros mensuellement à chaque greffier de tribunal de commerce en 2015, plus de 30 000 en 2017, soit l'office public le mieux rémunéré de France.
La loi Macron de 2015, qui vise à terme à rendre publiques les données vendues par infogreffe.fr, est en phase de briser ce monopole. En effet, l'INPI, malgré des difficultés techniques, est parvenu à mettre en ligne les données légales de 5,9 millions d'entreprises en fin d'année 2019. De nombreux sites concurrents se sont alors développés, notamment Pappers.fr et societe.ninja.

## Controverses

### Incidents de sécurité
En décembre 2020, la Commission Nationale de l'Informatique et des Libertés (CNIL) a été saisie par une plainte d'un utilisateur dénonçant la facilité d'accès à des tiers du mot de passe. Après investigation, la CNIL constate de graves manquements dans la gestion des données et une absence de « mesures suffisantes pour garantir la sécurité des données des membres et des utilisateurs » par Infogreffe notamment un stockage des mots de passe en clair, une limitation des mots de passe à 8 caractères pour chaque utilisateur ou encore une conservation excessive des données de compte inactifs ou supprimés (dépassant la durée légale des 36 mois),,.
Une amende de 250 000 euros a été prise à l'encontre d'Infogreffe à la suite de ces incidents de sécurité,,.
Infogreffe annonce pour sa part avoir effectué une « purge des comptes inactifs depuis plus de 36 mois » et « mis en œuvre certaines actions »,,.

## Autres services
Infogreffe commercialise d'autres services visant les entreprises, notamment :
- la clé de certification Certigreffe, en association avec CertEurope.